# Luciano (chanteur)
Pour les articles homonymes, voir Luciano.
Luciano - de son vrai nom Jephter McClymont - est un chanteur de reggae nu roots jamaïcain né le 20 octobre 1964. Son style vocal est fortement influencé par Stevie Wonder, Frankie Paul, Dennis Brown et Peter Tosh.
Son premier enregistrement Ebony & Ivory date de 1992 et paraît sur le label Aquarius Record. L'année suivante sort son premier album, Moving Up, chez RAS Records.
Luciano a été élevé au rang d'officier de l'ordre de la Distinction le 15 octobre 2007, en reconnaissance de sa contribution au reggae.

## Biographie
Né à Davyton, dans la paroisse de Manchester, et septième des neuf enfants d’une famille adventiste stricte, Luciano a commencé à enregistrer en 1992 avec son premier single "Ebony & Ivory" (sur lequel il a été crédité "Stepper John"). Aquarius Record, suivi d'un split album avec DJ Presley (désormais crédité sous le nom de "Luciana") pour le producteur Sky High. Ses premières sorties en tant que Luciano comprenaient le single "Give My Love a Try", produit au New Name Studio de Castro Brown, suivi par d'autres produits par Brown, Freddie McGregor, Blacka Dread, et Sly et Robbie, y compris le groupe 1993. 1 Reggae britannique à succès "Shake It Up Tonight".

## Discographie
- 2013 : Qabalah Man

1. Create your history
2. Don't sell out
3. Material world
4. No Mercy
5. Weapons of war
6. Speak your mind
7. So long
8. Black man governnment
9. Tribute to Dennis Brown
10. Skull and bone
11. Organize
12. Don't give in
13. Dis yah Reggae music
14. Organize in dub

- 2011 : Rub-A-Dub Market

1. Rub A Dub Market
2. Hard Road
3. Truely Love Someone
4. Only You Jah
5. Mek It Over
6. Voice Of A Trumpet
7. Feeling For Love
8. Living My Life
9. Love Or Leave Me
10. Praise Jah Anytime
11. Where Is The Love
12. Always Around
13. Love Paradise
14. Bun Dem

- 2010 : Write My Name

1. Taking Off
2. To Zion
3. White My Name
4. Aba Father
5. Jah Alone
6. Mama's Psalm
7. It Won't Be Long
8. Disaster
9. Right My Name (Acoustic Mix)
10. Miles Away
11. I Love You Dearly
12. Love Light
13. Talk To Me
14. Georgia (Terrible Thing)
15. Jah Should
16. The Songs

- 2010 : United States Of Africa (VP Records)

1. United States of Africa
2. Footstool
3. In This Recession
4. I Will Follow
5. Moving On
6. Murder and Thief
7. Invasion
8. Be Aware
9. King of Kings
10. A No Like We No Like Them
11. Unite Africa
12. Nubian Queen
13. Hosanna
14. Only Jah Can Save Us Now
15. Another Terrorist Attack

- 2008 : Jah Is My Navigator (VP Records)

1. For I
2. Jah is my navigator
3. Darkness
4. No evil
5. I'm the tuffest -...
6. Never give up
7. Trod out
8. Sweet Jamaica
9. Jah live
10. Wish you were mine
11. Paradise last -...
12. African liberty
13. Wise up youth
14. Jah Canopy
15. Hard herbs

- 2007 : God Is Greater than Man

1. Running for My Life
2. Bring Back the Vibes
3. Kingdom of Jah
4. Give Thanks & Praise
5. Bad Situation
6. Cheer Up
7. Borrowed Time
8. Strive
9. Enough Is Enough
10. God Is Greater than Man
11. Mankind Cease
12. Take Me There
13. Bad Situation Remix

- 2006 : Child Of A King

1. Remember When
2. This One Is For The Leaders
3. Brother Man
4. New World In The Morning
5. To Be Young Gifted and Black
6. Desperate Lover
7. Can't Take No More
8. Watch What You Doin'
9. Peace Train
10. So Much Goin' On
11. This One For The Children
12. International Cannabis
13. Not Until
14. Child Of A King
15. Silver And Gold

- 2005 : Jah Words (RAS Records)

1. Are You With Me
2. Many Things
3. Knockin' On Heaven's Door
4. Angel Heart
5. Never Giving In
6. Foot Soljah
7. Jah Words
8. Feed The World
9. Why Should I
10. Perfect Love
11. Prophecy
12. Cry For Justice
13. Look Deep Within
14. Angel
15. In God Or Man

- 2004 : Serious Times (VP Records)

1. Give Praises
2. Come Down Father
3. World Is Troubled, The
4. Stay Away
5. Just Talk To God
6. Satisfy Yourself
7. Love Will Make It - (featuring Morgan Heritage)
8. Echoes Of My Mind
9. Free Up The Weed
10. Alpha & Omega
11. Serious Times Serious Measures
12. Nowhere To Go To
13. We Need A Miracle
14. This Feeling
15. Jah Is My Keeper
16. Ras She Want, The
17. Only Love

- 2003 : Tell It From The Heart

1. Intro -prayer
2. Ends of never
3. Babylon go down
4. Another moses
5. Got to strive
6. Only Jah knows
7. Bombs
8. Freedom train (feat. Turbulence)
9. I grow up
10. Ethiopia
11. You can have the world
12. Peace (feat. Taffari, Lutan Fyah)
13. Tell it from the heart

- 2003 : Visions (Jet Star)

1. Gideon War
2. It's Not Easy
3. De Ole Ah Wee
4. Divide And Rule
5. Visions
6. Serious Time
7. Israel God
8. What You Gonna Do
9. Come Into My World
10. God & King (Refix)
11. Brother David
12. Worthly To Be Praise
13. Until

- 2003 : Serve Jah (VP Records)

1. I Will Survive
2. Serve Jah
3. Win Or Lose
4. Injustice
5. True Love
6. Hail King Selassie - (avec Capleton)
7. Nowhere To Hide
8. Born Free
9. Long Story
10. Gideon Bus
11. House Of The Lord
12. I Am Not Sorry
13. Mankind

- 2001 : Great Controversy (Jet Star)

1. Road Block
2. Call On Yahweh
3. Great Controversy
4. Legalise It
5. Are You Ready?
6. Empress Love
7. Why?
8. Patiently
9. Have Faith
10. Rivers Of Babylon
11. Free The World
12. Bandits
13. Good Papa
14. Amen

- 2001 : A New Day

1. No Night In Zion
2. Oh Father I Love Thee
3. Is there A Place
4. Happy People
5. Road Of Life
6. Nah Give Up
7. God Is My Friend
8. Only A Fool
9. Traveler
10. African Skies
11. A New Day
12. Hardcore
13. Spring Summer
14. God & King
15. Tell Me Why?
16. Save The World (Acoustic Version)
17. Journey

- 2000 : Live (VP Records)

1. Messenger
2. Never give up my pride
3. Who could it be
4. How can you
5. He is my friend
6. Good god
7. Heaven help us all
8. What we need is love
9. Your world and mine
10. Crazy bald head
11. Running away
12. War
13. It's me again jah
14. Lord give me strength
15. In this together
16. Over the hills

- 1999 : Sweep Over My Soul (VP Records)

1. Can't Stop Jah Works
2. Sweep Over My Soul
3. Ulterior Motive
4. Hold Strong
5. Final Call
6. Jonah
7. When Will I Be Home?
8. You Can
9. When Man On Earth
10. Talkin' Bout (featuring Morgan Heritage)
11. Poor Youths

- 1995 : Where There Is Life (Island records)

1. It's Me Again Jah
2. Lord Give Me Strength
3. Who Could It Be
4. He Is My Friend
5. Your World And Mine
6. Just Like The Wind
7. He
8. Good God
9. There's No Love In The World
10. Where There Is Life
11. Heaven Help Us All
12. In This Together (with Louie Culture/Terror Fabulous)

- 1995 : After All

1. Shake It Up Tonight
2. Baby I can't Believe
3. Hold On To Your Dreams
4. All I'm Living For
5. I'm Stepping On It
6. True Love
7. It's A Jungle Out There
8. After All
9. Try and Remember
10. Took Me For Granted
11. Hold Me In Your Arms
12. Try and Remember (Remix)

- 1994 : One Way Ticket (VP Records)

1. Black Survivor
2. Chant Down Babylon
3. One Way Ticket
4. Ragamuffin
5. Bounty Lover (with Lady G)
6. Jah Is Alive (with Charlie Chaplin)

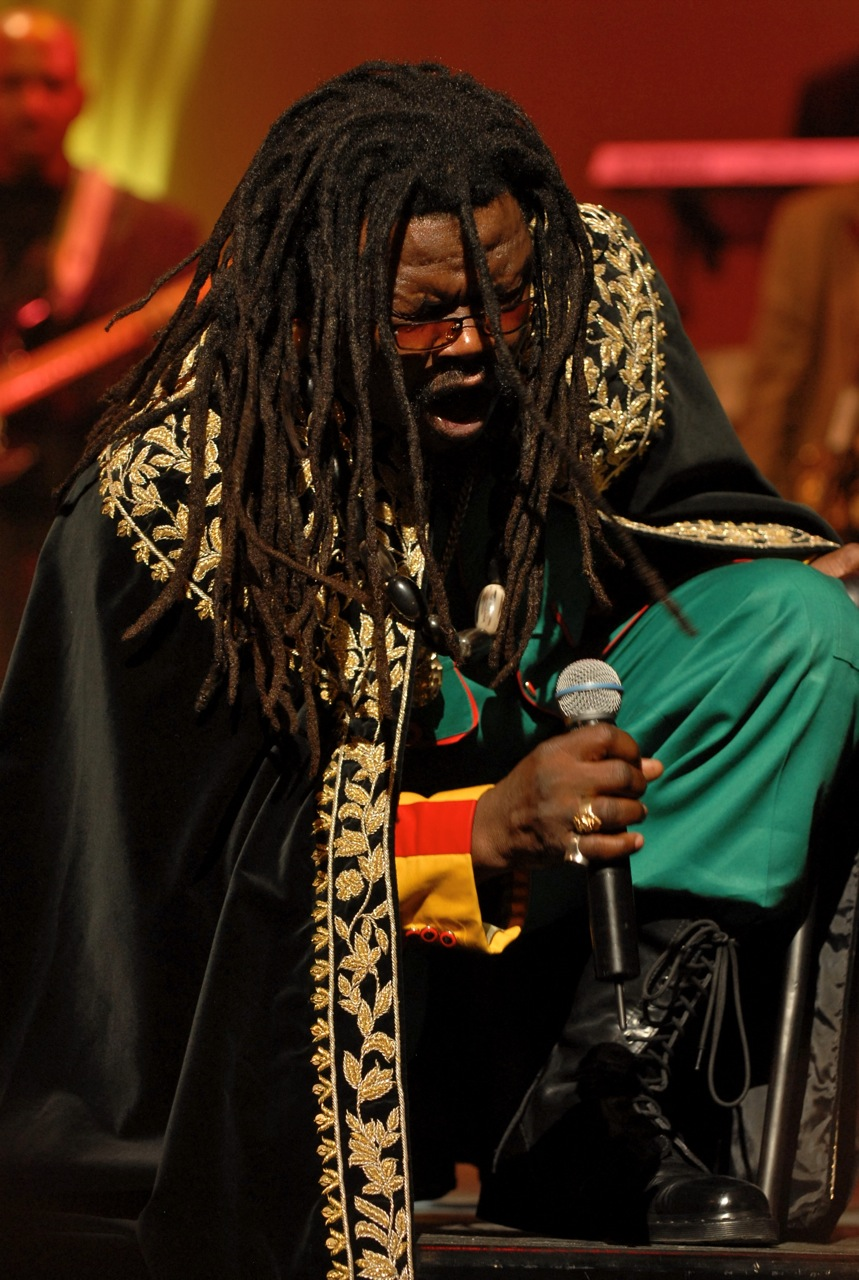
Luciano au Reggae Awards 2007 à New York.

7. Nature Boy
8. Turn Your Life Around
9. Throw Out The Life Line
10. Give Thanks
11. That's The Way Life Goes
12. Some Sweet Day
13. Mr. Governor (with Cocoa Tea)
14. Jah